# The Lost. The Sick. The Sacred.
The Lost. The Sick. The Sacred. är bandet Inhale Exhales debutalbum som släpptes 21 november 2006 på Solid State Records.

## Låtlista
1. "Redemption" - 3:40
2. "By Grace" - 3:21
3. "Frail Dreams and Rude Awakenings" - 3:11
4. "Dance All Night" - 2:47
5. "A Call to the Faithful" - 3:50
6. "Touch of Deception" - 3:29
7. "Your Walls...My Words" - 2:58
8. "Tonight We Die Together" - 3:39
9. "Sons of Tomorrow (to Noah James)" - 2:35
10. "Rose Among the Ashes" - 2:20
11. "The Lost, The Sick, The Sacred" - 4:37